# 世界魔方协会
世界魔方协会（英語：World Cube Association，WCA）是管理世界范围内魔方赛事事务的组织机构。WCA最初由来自荷兰的Ron van Bruchem和来自美国的毛台胜创立。世界魔方协会的宗旨是 “在更多的国家举办更多的比赛，让更多的朋友们一起在公平公正的氛围中享受欢乐。”2007年11月20日，他们决定将WCA注册成为一家非营利组织。2017年，加利福尼亚州正式接受了世界魔方协会的注册登记。
世界魔方协会由其董事会成员管理，并且分配有不同的团队、委员会、以及有资格组织正式比赛的WCA代表们。只有当WCA代表在场认证的比赛才会被WCA认可。截止2025年，已有超过25萬名来自世界各地的魔方爱好者参加过了WCA赛事，並存有比赛成绩的记录。

## 历史
1999年，早期的魔方玩家们通过互联网上得以找到同好的彼此。来自北卡罗来纳州罗利的Chris Hardwick创建了名为“SpeedSolvingRubiksCube”（速解魔方），以及“Unofficial World Records”（非官方世界纪录）的雅虎小组，可供魔方爱好者们用来发布他们个人最好成绩。后来，Ron van Bruchem和他的一位玩具收藏家朋友Ton Dennenbroek，一起创办了著名的魔方交流网站speedcubing.com。
因为魔方玩家们分布在世界各地，他们希望能组织一场比赛，让所有人都能相互交流见面。2003年，在Dan Gosbee的指导下，他们在多伦多举办了魔方世界锦标赛。当时，这第一次现代魔方比赛取得了巨大的成功，但同时也存在很多问题，很大程度上是因为缺乏组织监管。在世锦赛结束后，Ron van Bruchem和毛台胜开始在荷兰、德国以及美国加州理工学院等地积极地组织比赛。2004年，他们成立了世界魔方协会，至今已在90多个国家举办了比赛。

## 董事会

### 现任董事会成员
最後更新：2019年7月24日 
| 成员                       | 国家     | 就任日期   |
| -------------------------- | -------- | ---------- |
| Ethan Pride                | 澳大利亚 | 2019年7月  |
| Alberto Pérez de Rada Fiol | 西班牙   | 2017年11月 |
| Bob Burton                 | 美国     | 2017年11月 |
| Chris Wright               | 英国     | 2018年9月  |

### 前任董事会成员
| Member                 | Country | Term                                              |
| ---------------------- | ------- | ------------------------------------------------- |
| Gilles Roux            | 法国    | 2004年10月 – 2008年11月                           |
| Ron van Bruchem        | 荷兰    | October 2004 – July 2018                          |
| Masayuki Akimoto       | 日本    | September 2005 – January 2012                     |
| 毛台胜                 | 美国    | October 2004 – August 2013                        |
| Sébastien Auroux       | 德国    | July 2012 – February 2014                         |
| Tim Reynolds           | 美国    | July 2012 – December 2014                         |
| Natán Riggenbach       | 秘鲁    | September 2013 – August 2015                      |
| Olivér Perge           | 匈牙利  | March 2015 – February 2016, July 2017 – July 2019 |
| Pedro Santos Guimarães | 巴西    | March 2015 – July 2018                            |
| Ilkyoo Choi            | 韩国    | September 2013 – July 2017                        |
| Chris Hardwick         | 美国    | July 2016 – November 2017                         |
| Luis J. Iáñez          | 西班牙  | 2016年7月 – 2018年7月                             |

## WCA的组织架构

### WCA 董事会
WCA董事会是WCA的最高权力机构。

## 比赛项目
目前，WCA一共设立17项官方比赛项目。并非每场比赛都会开设所有这些项目，但国家级别的锦标赛、州锦赛或世锦赛大多会提供所有项目供选手参赛。17个项目如下：
- 三阶魔方
- 二阶魔方
- 四阶魔方
- 五阶魔方
- 六阶魔方
- 七阶魔方
- 三阶盲拧（3x3x3 Blindfolded，简称3BLD）
- 三阶最少步（3x3x3 Fewest Moves Challenge，简称FMC）
- 三阶单手（3x3x3 One-Handed，简称OH）
- 五魔方（Megaminx）
- 金字塔魔方（Pyraminx）
- 魔表（Rubik's Clock）
- 斜转方塊（Skewb）
- Square-1（簡稱SQ-1）
- 四阶盲拧（简称4BLD）
- 五阶盲拧（简称5BLD）
- 多个盲拧（3x3x3 Multi-Blind，简称MBLD）

也有幾個比賽項目曾經是WCA的正式項目，但現在已經被移除，它们是：
- 八片魔板（Magic）
- 十二片魔板（Master Magic）
- 舊版多个盲拧（3x3x3 Multi-Blind Old Style）
- 脚拧（3x3x3 With Feet）

## 其他链接
- Official WCA website